# Mariote Ker
Mariote Ker, död efter år 1529, var en skotsk borgare. 
Hon utnämndes till burgess i Dundee på rekommendation av Jakob V av Skottland den 12 november 1529. Hon var den första av sitt kön i den positionen och den enda i Dundee fram till 360 år senare. 